# Соснино (Волоколамский район)
Соснино — деревня в Волоколамском районе Московской области России, входит в состав сельского поселения Спасское. Население — 9 чел. (2010).

## География
Деревня Соснино расположена на западе Московской области, в юго-восточной части Волоколамского района, примерно в 9 км к юго-востоку от города Волоколамска. В деревне три улицы — Журавлиная, Луговая и Полевая. Ближайшие населённые пункты — деревни Шитьково, Власьево и Таболово.

## Население
| 1859 | 1890 | 1899 | 1926 | 2002 | 2006 | 2010 |
| ---- | ---- | ---- | ---- | ---- | ---- | ---- |
| 269  | ↘177 | ↘128 | ↗233 | ↘9   | ↗13  | ↘9   |

## Достопримечательности
В 1 км к востоку от деревни, в урочище Казаново, на месте бывшего села Казаново, принадлежавшего в конце XVI века боярину Степану Васильевичу Годунову — троюродному брату царя Бориса Годунова, находится церковь Рождества Пресвятой Богородицы 1816—1824 гг. постройки, являющаяся памятником архитектуры регионального значения.

## История
В «Списке населённых мест» 1862 года — казённая деревня 1-го стана Рузского уезда Московской губернии на просёлочной дороге между Волоколамским и Воскресенским трактами, в 27 верстах от уездного города, при колодце, с 39 дворами и 269 жителями (121 мужчина, 148 женщин).
По данным на 1890 год — деревня Судниковской волости Рузского уезда с 177 душами населения и земской школой.
В 1913 году — 47 дворов, земское училище и библиотека Комитета Попечительства о народной трезвости.
По материалам Всесоюзной переписи населения 1926 года — деревня Власьевского сельсовета Судниковской волости Волоколамского уезда в 7 км от Волоколамского шоссе и 11 км от станции Волоколамск Балтийской железной дороги. Проживало 233 жителя (96 мужчин, 137 женщин), насчитывалось 47 хозяйств, среди которых 43 крестьянских, имелась школа.
С 1929 года — населённый пункт в составе Волоколамского района Московского округа Московской области. Постановлением ЦИК и СНК от 23 июля 1930 года округа как административно-территориальные единицы были ликвидированы.
1929—1939 гг. — деревня Шитьковского сельсовета Волоколамского района.
1939—1957 гг. — деревня Шитьковского сельсовета (до 17.07.1939) и Таболовского сельсовета Осташёвского района.
1957—1963, 1965—1973 гг. — деревня Таболовского сельсовета Волоколамского района.
1963—1965 гг. — деревня Таболовского сельсовета Волоколамского укрупнённого сельского района.
1973—1994 гг. — деревня Судниковского сельсовета Волоколамского района.
В 1994 году Московской областной думой было утверждено положение о местном самоуправлении в Московской области, сельские советы как административно-территориальные единицы были преобразованы в сельские округа.
1994—2006 гг. — деревня Судниковского сельского округа Волоколамского района.
С 2006 года — деревня сельского поселения Спасское Волоколамского муниципального района Московской области.